# Ram (álbum)
Ram (en español: Carnero) es el segundo álbum de estudio en solitario del músico y compositor británico Paul McCartney, publicado por la compañía discográfica Apple Records el 17 de mayo de 1971. El disco, el único acreditado junto a su esposa Linda McCartney, fue grabado durante la acción legal que el músico desarrolló en el Tribunal Supremo del Reino Unido para disolver la asociación The Beatles, un año después de la separación del grupo. Debido a ello, su lanzamiento coincidió con un periodo de acritud entre McCartney y su excompañero de grupo, John Lennon, quien percibió referencias explícitas hacia su persona en las letras de canciones como «Too Many People».
Ram fue el segundo de dos trabajos que McCartney publicó entre el fin de The Beatles y la formación de su propio grupo, Wings. Junto a Linda, el músico grabó Ram en Nueva York con los guitarristas David Spinozza y Hugh McCracken, así como el futuro miembro de Wings Denny Seiwell. 
Tras su lanzamiento, Ram fue recibido de manera mayormente negativa por parte de la prensa musical (mayormente influenciada por la reciente separación de The Beatles) aunque, con el paso de los años, la crítica ha sido mucho más favorable con el álbum, que en la actualidad tiene una puntuación de ochenta y seis sobre cien en la web Metacritic. A pesar de las críticas, a nivel comercial Ram obtuvo un mayor éxito y encabezó las listas de discos más vendidos de países como Canadá, España, Noruega, Países Bajos, Reino Unido y Suecia. Además, el primer sencillo, «Uncle Albert/Admiral Halsey», se convirtió en el primer número uno de McCartney en la lista estadounidense Billboard 200. En mayo de 2012, Hear Music reeditó una versión remasterizada de Ram como parte de la serie The Paul McCartney Archive Collection. En la actualidad es considerado un álbum de culto por oyentes y críticos especializados además de ser uno de los álbumes precursores más importantes para lo entendido como indie.

## Grabación

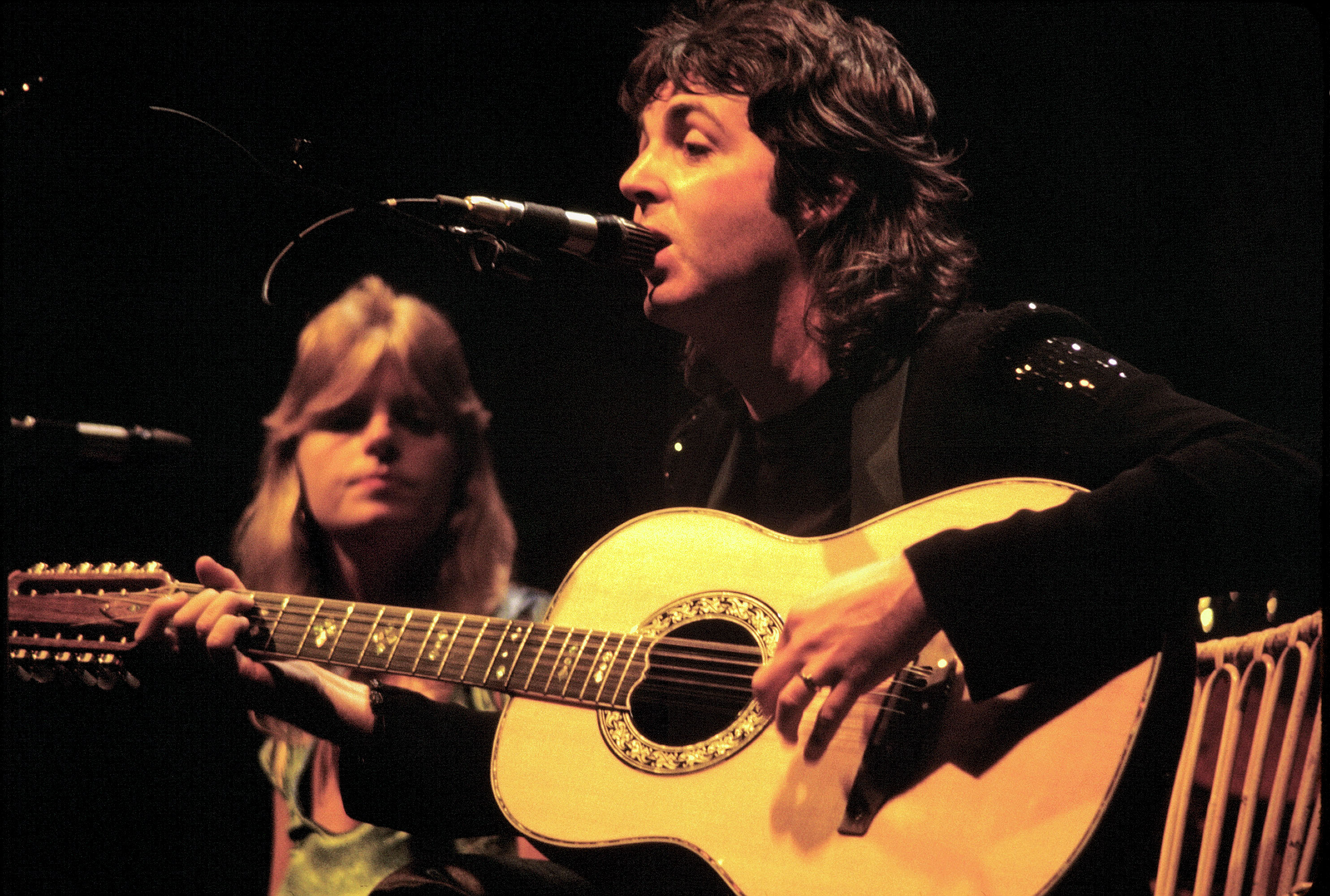
Ram es el único álbum acreditado oficialmente a Paul y Linda McCartney.

Paul McCartney y su familia viajaron a Nueva York en octubre de 1970 para comenzar a trabajar en el sucesor de McCartney, el primer álbum de estudio del músico tras la separación de The Beatles. Mientras que en McCartney había tocado todos los instrumentos, en Ram decidió contratar a varios músicos para llevar a cabo varias sesiones. Además, para no despertar un excesivo interés mediático, las audiciones se llevaron a cabo bajo la apariencia de una sesión para un jingle comercial. Durante tres días, el músico llevó a cabo varias audiciones en el ático de un edificio de la calle 45 de Manhattan, en las cuales David Spinozza fue contratado como guitarrista. A petición de Linda McCartney, las audiciones se trasladaron a un sótano, en el que Denny Seiwell fue designado como batería. Pocos meses después de grabar Ram, McCartney contó con Seiwell para fundar un nuevo grupo, Wings, que también incluyó a su esposa, Linda, y al guitarrista Denny Laine. Posteriormente, McCartney afirmó que encontró a Seiwell «acostado en un colchón en The Bronx». A mitad de las sesiones, Spinozza dejó de estar disponible como guitarrista de sesión y fue reemplazado por Hugh McCracken.
La grabación de Ram tuvo lugar en un periodo de tensión entre McCartney y sus antiguos compañeros de The Beatles, debido a su decisión de demandarles para disolver las empresas ligadas al grupo. McCartney llevó la denuncia ante el Tribunal Supremo del Reino Unido en diciembre de 1970. Entre otros motivos, alegó que el objetivo de la asociación ya no existía al haber dejado de actuar junto a ellos, y que Allen Klein, designado como gerente de Apple Corps por sus tres antiguos compañeros de banda, nunca le había presentado auditorías de las cuentas durante los cuatro años de asociación con la empresa. El proceso legal fue largo y provocó el distanciamiento del músico con sus antiguos compañeros, y especialmente con John Lennon, con quien compartió un cruce de acusaciones en la prensa musical. La disolución formal de la asociación tuvo lugar el 9 de enero de 1975.
McCartney también fue sujeto de demandas por otras empresas asociadas a The Beatles durante la época. Al respecto, Northern Songs y Maclaren Music demandaron en julio de 1971 a Paul y a Linda McCartney por violar un acuerdo de derechos exclusivos al colaborar juntos en «Another Day». Un año después, ATV anunció que «todas las diferencias entre ellos habían sido resueltas de forma amistosa», y los McCartney firmaron un nuevo contrato de coedición entre ATV y McCartney Music de siete años de duración.
En medio de estos conflictos jurídicos, McCartney grabó las pistas básicas de las canciones de Ram en el estudio B de CBS Studio Building entre el 12 de octubre y el 20 de noviembre de 1970, antes de regresar a su granja de Escocia para pasar las navidades. El 2 de enero de 1971, grabó sendos videos musicales para «3 Legs» y «Heart of the Country», editados cinco meses más tarde por Ray Benson. Ambos videos fueron emitidos en el programa de la BBC Top of the Pops el 24 de junio, mientras que el video de «3 Legs» apareció también en el programa de VH1 One to One años después, el 3 de mayo de 1993. Las sesiones fueron retomadas entre la segunda semana de enero y febrero de 1971, repartidas entre el estudio B de Columbia y los A&R Recording Studios de Nueva York. McCartney decidió cantar al mismo tiempo que tocaba el piano o la guitarra y sobregrabar las pistas de bajo en adelante. Aunque fue un proyecto de colaboración y su nombre figuró con el de su marido en el álbum, el trabajo vocal de Linda se limitó en su mayoría a cantar los coros y a respaldar a MCartney, quien a su vez fue la voz principal en casi todas las canciones, a excepción de «Long Haired Lady». Por otra parte, la Orquesta Filarmónica de Nueva York fue contratada para tocar en los temas «Uncle Albert/Admiral Halsey», «Long Haired Lady», «The Back Seat of My Car» —ensayado anteriormente con The Beatles en las sesiones de Get Back en enero de 1969— y «Another Day». Además, Heather, la hija del matrimonio, aportó su voz a los coros de «Monkberry Moon Delight».
Las sesiones de Ram también dieron lugar a varios descartes: «Dear Friend», publicada meses después en el álbum debut de Wings Wild Life, «Get on the Right Thing», «Little Lamb Dragonfly» y «Big Barn Bed», las tres incluidas en Red Rose Speedway dos años después. En 2013, el autor Lucas Perasi desveló que «I Lie Around», publicada como cara B del sencillo «Live and Let Die», fue también grabada durante las sesiones de Ram.
Ram fue finalmente mezclado en los Sound Recorders de Los Ángeles (California). A comienzos de 1971, McCartney había finalizado la grabación de Ram y del sencillo «Another Day», con «Oh Woman, Oh Why» como cara B. Además de las canciones incluidas en el álbum y en sucesivos trabajos de Wings, McCartney grabó más canciones durante las sesiones de Ram: «Hey Diddle», «A Love for You», «Great Cock and Seagull Race», «Now Hear This Song of Mine», «Rode All Night», «Sunshine Sometime» y «When the Wind Is Blowing». En junio del mismo año, McCartney supervisó también la grabación de Thrillington, una versión instrumental de Ram arreglada por Richard Hewson y publicada finalmente en 1977 bajo el seudónimo de Percy «Thrills» Thrillington.

## Mensajes a John Lennon

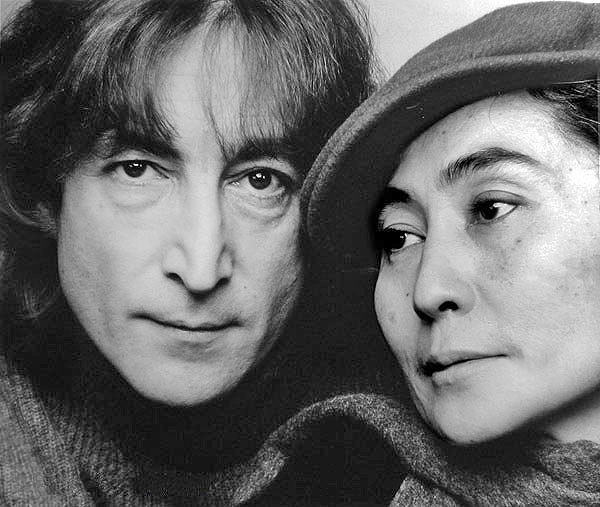
John Lennon percibió burlas dirigidas hacia él y hacia su mujer, Yōko Ono, en canciones como «Too Many People» y «Dear Boy».

Según el autor Peter Brown, John Lennon interpretó que varias canciones de Ram contenían burlas dirigidas a él, en particular «Too Many People» y «Dear Boy». Al respecto, Lennon pensó que el verso «Too many people preaching practices» —en español: «Demasiada gente predicando prácticas»— era una referencia directa a él y a su mujer, Yōko Ono. Más tarde, McCartney afirmó que solo dos versos en «Too Many People» se referían explícitamente a Lennon. Al respecto, comentó: «Estuve buscando en mi segundo disco en solitario, Ram, el otro día y recuerdo que había una referencia a John en todo el asunto. Él había estado haciendo un montón de prédicas y me estaba molestando un poco. En una canción escribí: "Demasiada gente predicando prácticas", creo que es el verso. Quiero decir, eso fue como una pulla para John y Yoko. No había nada más [en Ram] sobre ellos. Oh, había: "Te has tomado tu golpe de suerte y lo partiste en dos"». Brown también interpretó la fotografía de dos escarabajos copulando en la contraportada de Ram como un simbolismo del sentimiento de McCartney sobre el modo en que era tratado por sus compañeros de grupo. Por otra parte, George Harrison y Ringo Starr consideraron la canción «3 Legs» como un ataque hacia ellos y hacia Lennon. Sobre «Dear Boy», otra canción objeto de crítica, Paul comentó que estaba dirigida al primer marido de Linda McCartney y no a su antiguo compañero de banda.
Además de conducir una guerra de acusaciones en la prensa musical británica, Lennon respondió a los supuestos ataques de McCartney en Ram con las canciones «How Do You Sleep?» y «Crippled Inside», ambas publicadas en el álbum Imagine. Además, el álbum incluyó una fotografía de Lennon sujetando a un cerdo por las orejas, a modo de parodia de la portada de Ram, en la que McCartney sujeta a un carnero por los cuernos.

## Recepción
Desde su publicación, Ram obtuvo críticas generalmente negativas de la prensa musical. En su reseña para la revista Rolling Stone, Jon Landau definió el álbum como «increíblemente insignificante» y «monumentalmente irrelevante», y criticó su falta de intensidad y energía. Además, añadió que exponía a McCartney por «haberse beneficiado enormemente de la colaboración» con The Beatles, particularmente con John Lennon, quien «llevaba las riendas en las floridas tentativas de hacer pura música de ascensor rock» y le impedía «salirse de la parte más profunda que conduce a un álbum a ser tan emocionalmente vacío como Ram». Por otra parte, la revista Playboy acusó a McCartney de «sustituir la facilidad por cualquier sustancia real» y lo comparó con «ver a alguien hacer malabares con cinco guitarras: es bastante impresionante, pero te sigues preguntando por qué se molesta en hacerlo». Robert Christgau, en su columna de The Village Voice, lo definió como «un disco malo, un desajuste clásico entre forma y contenido», y consideró que McCartney sucumbió «al consumo ostentoso». Cuatro años después de su publicación original, Roy Carr y Tony Tyler, de la revista NME, sugirieron que «sería ingenuo esperar que los McCartney no produjeran sino un disco mediocre. [...] Tan espeluznante como es, McCartney fue a hundirse más antes de rescatar su credibilidad a finales de 1973».
Sus antiguos compañeros de The Beatles, que habían obtenido mejores comentarios de la prensa musical con sus respectivos trabajos en solitario, fueron también críticos con Ram. Al respecto, Lennon desestimó los esfuerzos compositivos de su antiguo compañero y lo calificó como «muzak para mis oídos» en la canción «How Do You Sleep?». Por otra parte, Ringo Starr comentó en una entrevista para Melody Maker: «Me siento triste por los álbumes de Paul... No creo que haya una buena melodía en el último, Ram. [...] Parece ser extraño». Las duras críticas llegaron a afectar a McCartney personalmente, ya que había tratado de abordar las cuestiones planteadas por la prensa musical sobre su álbum debut adoptando un enfoque más profesional para la ocasión.
A pesar de las críticas negativas, la prensa musical lo revaloró y la crítica tuvo que pedir disculpas, incluso Elton John dijo alguna vez que este era uno de sus álbumes favoritos por sus grandes melodías y su estilo que precede a la música independiente de hoy en día  v Ram con reseñas favorables de forma retrospectiva décadas después de su publicación original. Al respecto, la revista Mojo comentó que «hoy suena como la quintaesencia de McCartney», mientras que Stephen Thomas Erlewine escribió en Allmusic: «En retrospectiva no parece sino el primer álbum de pop indie, un disco que celebra los pequeños placeres con grandes melodías». Con motivo de su reedición en 2012, Ram obtuvo una valoración de ochenta y seis sobre cien en la web Metacritic basada en doce reseñas. Jayson Greene, de Pitchfork Media, definió Ram como un «álbum de felicidad doméstica, uno de los más extraños y honestos que se hayan hecho», mientras que Simon Vozick-Levinson de Rolling Stone lo denominó una «obra maestra de chiflado» y «un gran paseo psicodélico lleno de melodías divinas y fruslerías orquestales». David Quantick, de la revista Uncut, sintió que, aunque no es un álbum tan «legendario» como se promociona, es «ocasionalmente brillante e históricamente fascinante». Por otra parte, Steven Hyden, en su reseña para The A.V. Club, comentó que el estilo «ligero» originalmente criticado por la prensa es «en realidad, cuando se escucha con oídos comprensivos, una gran parte de lo que lo hace tan atractivo». Sin embargo, varios medios de comunicación mantuvieron una crítica negativa hacia Ram: la revista Q lo definió como «frustrantemente desigual», mientras que Robert Christgau criticó las canciones de McCartney como «excentricidades pretenciosas, [...] tan ligeras que flotan lejos incluso cuando Paul las pone abajo con caprichos».
A nivel comercial, Ram consiguió un mayor éxito al encabezar las listas de discos más vendidos de países como Canadá, España, Noruega, Países Bajos, Reino Unido y Suecia. En el Reino Unido, fue su primer trabajo en solitario en alcanzar el primer puesto de la lista UK Albums Chart, después de que McCartney, su álbum debut, llegara al puesto 2 un año antes. En los Estados Unidos, el álbum alcanzó el puesto 2 en la lista Billboard 200, se mantuvo cinco meses en el top 10 y fue certificado como disco de platino por la RIAA al superar el millón de copias vendidas.
Ram fue precedido en mayo de 1971 por la publicación del sencillo «Another Day», con «Oh Woman, Oh Why» como cara B. El sencillo, cuyas canciones no fueron incluidas en Ram, llegó al puesto 2 en la lista UK Singles Chart y al cinco en Billboard Hot 100. «The Back Seat of My Car» fue el primer sencillo extraído de Ram lanzado en el Reino Unido, donde alcanzó el puesto 39. En los Estados Unidos, «Uncle Albert/Admiral Halsey» sustituyó a «The Back Seat of My Car» como primer sencillo de Ram y obtuvo un mayor éxito al otorgar a McCartney su primer número uno desde la separación de The Beatles.

## Reediciones
Ram, junto a Wings Over America y Tug of War, fue publicado por primera vez en disco compacto en enero de 1988. Cinco años después, el álbum fue remasterizado y reeditado como parte de la serie The Paul McCartney Collection, con las canciones «Another Day» y «Oh Woman, Oh Why» como temas extra. El mismo año, Digital Compact Classics publicó una edición audófila preparada por Steve Hoffman.
En mayo de 2012, Hear Music reeditó una versión remasterizada de Ram como parte de la serie The Paul McCartney Archive Collection. La reedición fue publicada en varios formatos:
- Edición estándar. Incluye las doce canciones originales de Ram, remasterizadas en los Abbey Road Studios de Londres, en un CD.[66]
- Edición especial. Incluye el álbum original y un segundo CD con ocho temas extra.[66]
- Edición deluxe. Incluye un total de cuatro CD y un DVD presentados en formato de caja recopilatoria. Los dos primeros CD incluyen el mismo contenido de la edición especial, a lo que se suma un tercer CD con el álbum original en sonido mono, un cuarto CD con el álbum Thrillington, y un DVD con material audiovisual. La caja presenta también un libro de 112 páginas, cinco pegatinas, ocho facsímiles con partituras y un enlace de descarga digital de todo el material.[66][67]
- Edición vinilo. Versión de la edición especial en formato vinilo, con un enlace de descarga digital de todo el material.[66]

Previo al lanzamiento de la reedición de Ram, Hear Music publicó el sencillo «Another Day» de forma exclusiva para el Récord Store Day de 2012.

## Homenajes
En 2009 fueron publicados dos álbumes con versiones de las canciones de Ram. El primero, Ram on L.A., fue recopilado por la página web Aquarium Drunkard e interpretado por bandas de Los Ángeles. El segundo, titulado Tom, fue publicado por el DJ de la cadena de radio WFMU Tom Scharpling e incluyó la participación, entre otros, de Aimee Mann y Death Cab for Cutie.
En 2012, el cantante danés Tim Christensen, los compositores estadounidenses Mike Viola y Tracy Bonham y el grupo The Damn Crystals ofrecieron un concierto en el que interpretaron el álbum Ram junto a otras canciones de la carrera en solitario de McCartney con motivo del 70.º cumpleaños del músico. Un año después, el concierto fue publicado en el doble álbum Pure McCartney.

## Lista de canciones
Todas las canciones escritas y compuestas por Paul y Linda McCartney excepto donde se anota. 
| Cara A |                               |                |          |  |
| N.º    | Título                        | Escritor(es)   | Duración |  |
| 1.     | «Too Many People»             | Paul McCartney | 4:10     |  |
| 2.     | «3 Legs»                      | Paul McCartney | 2:44     |  |
| 3.     | «Ram On»                      | Paul McCartney | 2:26     |  |
| 4.     | «Dear Boy»                    |                | 2:12     |  |
| 5.     | «Uncle Albert/Admiral Halsey» |                | 4:49     |  |
| 6.     | «Smile Away»                  | Paul McCartney | 3:51     |  |

| Cara B |                           |                |          |  |
| N.º    | Título                    | Escritor(es)   | Duración |  |
| 7.     | «Heart of the Country»    |                | 2:21     |  |
| 8.     | «Monkberry Moon Delight»  |                | 5:21     |  |
| 9.     | «Eat at Home»             |                | 3:18     |  |
| 10.    | «Long Haired Lady»        |                | 5:54     |  |
| 11.    | «Ram On»                  | Paul McCartney | 0:52     |  |
| 12.    | «The Back Seat of My Car» | Paul McCartney | 4:26     |  |

| Temas extra (reedición de The Paul McCartney Collection) |                    |                |          |  |
| N.º                                                      | Título             | Escritor(es)   | Duración |  |
| 13.                                                      | «Another Day»      |                | 3:41     |  |
| 14.                                                      | «Oh Woman, Oh Why» | Paul McCartney | 4:36     |  |

| Reedición de 2012: Disco dos – Temas extra |                                                                              |                |          |  |
| N.º                                        | Título                                                                       | Escritor(es)   | Duración |  |
| 1.                                         | «Another Day» (Sencillo publicado en 1971)                                   |                | 4:27     |  |
| 2.                                         | «Oh Woman, Oh Why» (Cara B del sencillo «Another Day»)                       | Paul McCartney | 4:36     |  |
| 3.                                         | «Little Woman Love» (Cara B del sencillo «Mary Had A Little Lamb»)           |                | 2:08     |  |
| 4.                                         | «A Love For You» (John Kelly Mix)                                            | Paul McCartney | 4:08     |  |
| 5.                                         | «Hey Diddle» (Dixon Van Winkle Mix)                                          |                | 3:49     |  |
| 6.                                         | «Great Cook And Seagull Race» (Dixon Van Winkle Mix)                         | Paul McCartney | 2:35     |  |
| 7.                                         | «Rode All Night»                                                             | Paul McCartney | 8:44     |  |
| 8.                                         | «Sunshine Sometime» (Mezcla primeriza)                                       | Paul McCartney | 3:20     |  |
| 9.                                         | «Eat at Home/Smile Away» (En directo desde Groninga, 1972. Descarga digital) |                | 8:24     |  |
| 10.                                        | «Uncle Albert Jam» (Descarga digital)                                        |                | 2:17     |  |

| Reedición de 2012: Disco cuatro – Thrillington |                               |          |  |
| N.º                                            | Título                        | Duración |  |
| 1.                                             | «Too Many People»             | 4:32     |  |
| 2.                                             | «Legs»                        | 3:41     |  |
| 3.                                             | «Ram On»                      | 2:52     |  |
| 4.                                             | «Dear Boy»                    | 2:51     |  |
| 5.                                             | «Uncle Albert/Admiral Halsey» | 4:58     |  |
| 6.                                             | «Smile Away»                  | 4:41     |  |
| 7.                                             | «Heart of the Country»        | 2:27     |  |
| 8.                                             | «Monkberry Moon Delight»      | 4:39     |  |
| 9.                                             | «Eat at Home»                 | 3:30     |  |
| 10.                                            | «Long Haired Lady»            | 5:49     |  |
| 11.                                            | «The Back Seat of My Car»     | 4:54     |  |

| Reedición de 2012: Disco cinco – DVD |                                                  |          |  |
| N.º                                  | Título                                           | Duración |  |
| 1.                                   | «Ramming» (Documental sobre la grabación de Ram) | 11:45    |  |
| 2.                                   | «Heart of the Country» (Video promocional)       | 2:41     |  |
| 3.                                   | «3 Legs» (Video promocional)                     | 3:03     |  |
| 4.                                   | «Hey Diddle» (Previamente inédita)               | 2:48     |  |
| 5.                                   | «Eat At Home On Tour»                            | 4:31     |  |

## Personal
| Músicos - Paul McCartney: voz, bajo, piano, teclados, guitarras (en «Heart of the Country») y ukelele (en «Ram On») - Linda McCartney: coros y voz principal (en «Long Haired Lady») - David Spinozza: guitarra - Hugh McCracken: guitarra - Denny Seiwell: batería - Heather McCartney: coros (en «Monkberry Moon Delight») - Marvin Stamm: fliscorno (en «Uncle Albert/Admiral Halsey») - Orquesta Filarmónica de Nueva York: orquestación (en «Uncle Albert/Admiral Halsey» y «The Back Seat of My Car») | Personal técnico - Ted Brosnan: ingeniero de sonido - Tim Geelan: ingeniero de sonido - Jim Guercio: ingeniero de sonido - Linda McCartney: fotografía de portada - Phil Ramone: ingeniero de sonido - Armin Steiner: ingeniero de sonido - Eirik «The Norwegian» Wangberg: mezclas - Dixon Van Winkle: ingeniero de sonido |

## Posición en listas
| Año  | País              | Lista                     | Posición |
| ---- | ----------------- | ------------------------- | -------- |
| 1971 | Australia         | ARIA Albums Chart         | 3        |
| 1971 | Canadá            | RPM Albums Chart          | 1        |
| 1971 | España            | Spanish Albums Chart      | 1        |
| 1971 | Estados Unidos    | Billboard 200             | 2        |
| 1971 | Estados Unidos    | Cashbox Albums Chart      | 2        |
| 1971 | Estados Unidos    | Récord World Albums Chart | 2        |
| 1971 | Francia           | SNEP Albums Chart         | 8        |
| 1971 | Italia            | Italian Albums Chart      | 2        |
| 1971 | Japón             | Oricon LP Chart           | 8        |
| 1971 | Noruega           | Norwegian Top 40 Albums   | 1        |
| 1971 | Países Bajos      | Mega Albums Top 100       | 1        |
| 1971 | Reino Unido       | UK Albums Chart           | 1        |
| 1971 | Suecia            | Swedish Albums Chart      | 1        |
| 2012 | Austria           | Ö3 Austria Top 40         | 52       |
| 2012 | Bélgica (Valonia) | Ultratop 200 Albums       | 61       |
| 2012 | Bélgica (Flandes) | Ultratop 200 Albums       | 75       |
| 2012 | España            | Spanish Album Chart       | 39       |
| 2012 | Estados Unidos    | Billboard 200             | 24       |
| 2012 | Francia           | SNEP Albums Chart         | 43       |
| 2012 | Japón             | Oricon Weekly Chart       | 14       |
| 2012 | Noruega           | Norwegian Top 40 Albums   | 19       |
| 2012 | Países Bajos      | Mega Albums Top 100       | 31       |
| 2012 | Reino Unido       | UK Albums Chart           | 41       |
| 2012 | Suecia            | Swedish Albums Chart      | 35       |

| Sencillo                      | País           | Lista                        | Posición |
| ----------------------------- | -------------- | ---------------------------- | -------- |
| «Uncle Albert/Admiral Halsey» | Alemania       | Media Control Singles Charts | 30       |
| «Uncle Albert/Admiral Halsey» | Australia      | ARIA Singles Chart           | 5        |
| «Uncle Albert/Admiral Halsey» | Canadá         | RPM Singles Chart            | 1        |
| «Uncle Albert/Admiral Halsey» | Estados Unidos | Billboard Hot 100            | 1        |
| «Uncle Albert/Admiral Halsey» | Estados Unidos | Adult Contemporary Tracks    | 9        |
| «The Back Seat of My Car»     | Reino Unido    | UK Singles Chart             | 39       |
| «Eat at Home»                 | Alemania       | Media Control Singles Charts | 28       |
| «Eat at Home»                 | Noruega        | VG-lista Top 20 Singles      | 8        |
| «Eat at Home»                 | Países Bajos   | Dutch Singles Chart          | 7        |

## Certificaciones
| Fecha                | País           | Organismo certificador | Certificación | Ventas certificadas |
| -------------------- | -------------- | ---------------------- | ------------- | ------------------- |
| 1 de mayo de 1976    | Canadá         | CRIA                   | Platino       | 100 000             |
| 5 de febrero de 1992 | Estados Unidos | RIAA                   | Platino       | 1 000 000           |